# 唐沢美帆
唐沢 美帆（からさわ みほ、1983年7月15日 - ）は、日本の女性歌手、作詞家。東京都出身。CAT entertainment所属。所属レーベルはランティス。2014年より「TRUE（トゥルー）」名義でも活動している。

## 略歴
- 1999年 - 『逮捕しちゃうぞ the MOVIE』の主題歌を歌うNITROとして1か月間の期間限定ユニットを結成[2]。
- 2000年 - 島野聡プロデュースにより「anytime,anywhere」で歌手デビュー[1]。
- 2001年 - 『Way to Love』が月9ドラマの挿入歌に抜擢。売上げ30万枚、オリコン10位を獲得[1]。
- 2009年 - 「Way to Love〜最後の恋〜 feat.唐沢美帆」が着うた30万ダウンロードを記録[1]。
- 2011年 - ホリプロから作家事務所のSCOOP MUSICに移籍し、作詞家に転向[3]。同年一般男性と入籍。
- 2012年 - 作詞を担当したFairies「Beat Generation」が『第45回日本有線大賞』の「有線音楽優秀賞」を受賞[1]。
- 2014年 - 「TRUE」名義にて[1]、アニソン歌手としての活動を発表[4]。
- 2014年2月 - 『バディ・コンプレックス』オープニング主題歌でランティスよりCDデビュー[1]。
- 2015年4月 - 文化放送超!A&G+にて、TRUE名義として初の冠ラジオ番組『〜TRUEのおもてなしラジオ〜 鶴松屋へようこそ』がスタート[5][6]。
- 2021年4月 - アーティスト“TRUE”と作詞家“唐沢美帆”のマネージメントをSCOOP MUSICにて統合することを発表[7]。
- 2024年4月 - SCOOP MUSICからCAT entertainmentへの移籍を発表。同時に作詞家としてもF.M.Fへの移籍を発表した[8]。

## 人物
- ホリプロ所属後、ソロ歌手としてデビューするまでにグラビアアイドルとして活動していた時期がある[3][2]。
- 学生時代のカラオケでは、友人が当時流行っていた安室奈美恵「太陽のSEASON」を歌っている横で、林原めぐみ「Give a reason」を歌っていた。当時の主な出没地はアニメイト池袋店[注釈 1]。同じく学生時代、綾波レイに憧れて切ったショートカットを「（参考にしたのは）内田有紀」と偽っていた経歴を持つ[9]。

## ディスコグラフィ

### シングル
|              | 発売日         | タイトル                | 規格品番                         | 規格品番     | オリコン 最高位 |
| CD+DVD       | 発売日         | タイトル                | CD                               |              | オリコン 最高位 |
| 唐沢美帆名義 | 唐沢美帆名義   | 唐沢美帆名義            | 唐沢美帆名義                     | 唐沢美帆名義 | 唐沢美帆名義    |
| ------------ | -------------- | ----------------------- | -------------------------------- | ------------ | --------------- |
| 1st          | 2000年8月20日  | anytime,anywhere        |                                  | PCCA-01461   |                 |
| 2nd          | 2000年10月18日 | 0℃〜stay with me〜      | PCCA-01473                       |              |                 |
| 3rd          | 2001年5月30日  | Way to Love             | PCCA-01533                       | 10位         |                 |
| 4th          | 2001年9月5日   | ライヴ                  | PCCA-01559                       | 47位         |                 |
| 5th          | 2002年2月6日   | Endless Harmony         | PCCA-01624                       |              |                 |
| 6th          | 2002年9月4日   | affection               | PCCA-01734                       |              |                 |
| 7th          | 2004年1月21日  | Cloudy                  | PCCA-70062                       |              |                 |
| 8th          | 2004年11月17日 | 君のかけら              | PCCA-02114                       |              |                 |
| TRUE名義     |                |                         |                                  |              |                 |
| 1st          | 2014年2月26日  | UNISONIA                | LACM-14203                       | LACM-14204   | 37位            |
| 2nd          | 2014年10月8日  | はじまりの翼／TWIN BIRD | LACM-34272                       | LACM-14272   | 63位            |
| 3rd          | 2015年2月11日  | ailes                   | LACM-14304                       | LACM-14305   | 108位           |
| 4th          | 2015年4月22日  | DREAM SOLISTER          | LACM-14334                       | LACM-34334   | 35位            |
| 5th          | 2015年10月14日 | Dear answer             | LACM-14395                       | LACM-34395   | 73位            |
| 6th          | 2016年2月10日  | 飛竜の騎士              |                                  | LACM-14448   | 33位            |
| 7th          | 2016年2月24日  | STEEL-鉄血の絆-         | LACM-14461                       | 54位         |                 |
| 8th          | 2016年7月27日  | Divine Spell            | LACM-14511                       | 72位         |                 |
| 9th          | 2016年10月12日 | サウンドスケープ        | LACM-14535                       | 29位         |                 |
| 10th         | 2017年5月24日  | フロム                  | LACM-14607                       | 70位         |                 |
| 11th         | 2017年7月26日  | BUTTERFLY EFFECTOR      | LACM-14621                       | 84位         |                 |
| 12th         | 2018年1月31日  | Sincerely               | LACM-14711 LACM-14712            | 26位         |                 |
| 13th         | 2018年11月7日  | Another colony          | LACM-14799                       | 53位         |                 |
| 14th         | 2019年4月17日  | Blast!                  | LACM-14853                       | 29位         |                 |
| 15th         | 2020年9月16日  | WILL                    | LACM-14994                       | 10位         |                 |
| 16th         | 2021年1月13日  | Storyteller             | LACM-24066                       | 27位         |                 |
| 17th         | 2022年1月26日  | Happy encount           | LACM-24234                       | 50位         |                 |
| 配信         | 2022年11月25日 | 浄歌                    | LZC-2284                         |              |                 |
| 18th         | 2023年1月25日  | rebind                  | LACM-24339                       | 54位         |                 |
| 19th         | 2023年8月4日   | アンサンブル            | LACM-24407                       | 19位         |                 |
| 配信         | 2024年2月14日  | ギフト                  | LZC-2721                         |              |                 |
| 20th         | 2024年4月24日  | ReCoda／ブルーデイズ    | LACM-24534 LACM-34534 LACM-34535 | 17位         |                 |
| 21st         | 2024年8月28日  | フローズン              | LACM-24608                       | LACM-34608   | 37位            |
| 配信         | 2025年4月11日  | ユーレカ                |                                  | LZC-3033     |                 |

### アルバム
|              | 発売日         | タイトル                        | 規格品番              | 規格品番              | オリコン 最高位 |
| CD+BD        | 発売日         | タイトル                        | CD                    |                       | オリコン 最高位 |
| 唐沢美帆名義 | 唐沢美帆名義   | 唐沢美帆名義                    | 唐沢美帆名義          | 唐沢美帆名義          | 唐沢美帆名義    |
| ------------ | -------------- | ------------------------------- | --------------------- | --------------------- | --------------- |
| 1st          | 2002年3月6日   | sparkle                         |                       | PCCA-01636            | 37位            |
| コンセプト   | 2003年1月16日  | Jazztronik Presents Mihonova    | PCCA-01837            |                       |                 |
| 2nd          | 2004年2月18日  | ID.                             | PCCA-01987            |                       |                 |
| ベスト       | 2012年4月25日  | TRACKS                          | PCCA-03180            |                       |                 |
| TRUE名義     |                |                                 |                       |                       |                 |
| 1st          | 2015年12月23日 | Joy Heart                       |                       | LACA-15531            | 91位            |
| 2nd          | 2017年2月22日  | Around the TRUE                 | LACA-35627            | LACA-15627            | 44位            |
| 3rd          | 2018年4月25日  | Lonely Queen’s Liberation Party | LACA-35723            | LACA-15723            | 49位            |
| 4th          | 2021年8月25日  | コトバアソビ                    | LACA-35886            | LACA-15886            | 32位            |
| ベスト       | 2025年2月26日  | TRUE the BEST                   | LACZ-10260 LACZ-10261 | LACA-19058 LACA-19059 | 35位            |

### 参加作品
| 発売日         | タイトル                                        | 歌 | 楽曲                                           | 備考                                                                              |
| -------------- | ----------------------------------------------- | --- | ---------------------------------------------- | --------------------------------------------------------------------------------- |
| 1999年4月21日  | CALLING                                         | NITRO | 「CALLING」                                    | アニメ映画『逮捕しちゃうぞ the MOVIE』主題歌                                      |
| 2010年1月20日  | Way to Love〜最後の恋〜 feat.唐沢美帆           | SoulJa feat.唐沢美帆 | 「Way to Love〜最後の恋〜 feat.唐沢美帆」      | フジテレビ系テレビドラマ『ラブ・レボリューション』挿入歌                          |
| 2010年11月24日 | CRY'N FOR YOU feat.唐沢美帆                     | kiichi | 「CRY'N FOR YOU feat.唐沢美帆」                |                                                                                   |
| 2014年8月27日  | Heart of Magic Garden2                          | TRUE | 「UNISONIA」                                   | テレビアニメ『バディ・コンプレックス』オープニングテーマ アコースティックアレンジ |
| 2014年8月27日  | ランティス組曲 2014                             | Lantis Artists 2014 | 「ランティス組曲 2014」                        |                                                                                   |
| 2017年10月25日 | 翼を持つ者 〜Not an angel Just a dreamer〜      | i☆Ris、井上あずみ、Wake Up, Girls!、内田真礼、串田アキラ、GRANRODEO、ささきいさお、下野紘、JAM Project、鈴木このみ、鈴村健一、竹達彩奈、茅原実里、TRUE、豊永利行、中川翔子、羽多野渉、堀江美都子、水木一郎、Minami、三森すずこ、May'n、米倉千尋 | 「翼を持つ者 〜Not an angel Just a dreamer〜」 | 日本動画協会「アニメNEXT_100」プロジェクト公式ソング                              |
| 2018年3月28日  | A.I.C.O. Incarnation オリジナルサウンドトラック | TRUE | 「A.I.C.O.」                                   | Webアニメ『A.I.C.O. Incarnation』オープニングテーマ                               |
| 2018年5月16日  | Stand by...MUSIC!!!                             | アイドルマスター SideM、アイドルマスター ミリオンライブ！ ミリオンスターズ、亜咲花、伊藤美来、内田彩、内田真礼、オーイシマサヨシ、GRANRODEO(KISHOW)、鈴木このみ、鈴木みのり、竹達彩奈、TRUE、fhána、悠木碧                                      | 「Stand by...MUSIC!!!」                        | ライブイベント『Animelo Summer Live 2018 "OK!"』テーマソング                      |
| 2019年5月17日  | CROSSING STORIES                                | 亜咲花、石原夏織、伊藤美来、オーイシマサヨシ、大橋彩香、ZAQ、JUNNA、鈴木このみ、スフィア、TRUE、towana（fhána）、畠中祐、幹葉（スピラ・スピカ）、三森すずこ                                                                                     | 「CROSSING STORIES」                           | ライブイベント『Animelo Summer Live 2019 -STORY-』テーマソング                    |
| 2019年5月17日  | CROSSING STORIES                                | 奥井雅美、Minami、ZAQ、TRUE、三森すずこ、オーイシマサヨシ、鈴木このみ、仲村宗悟 | 「ONENESS (15th Stories)」                     | ライブイベント『Animelo Summer Live 2019 -STORY-』関連曲                          |

### タイアップ曲
| 楽曲                                         | タイアップ                                                                                    | 時期         |
| 唐沢美帆名義                                 | 唐沢美帆名義                                                                                  | 唐沢美帆名義 |
| -------------------------------------------- | --------------------------------------------------------------------------------------------- | ------------ |
| Way to Love                                  | フジテレビ系テレビドラマ『ラブ・レボリューション』挿入歌                                      | 2001年       |
| ライヴ                                       | TBS系『世界ふしぎ発見!』エンディングテーマ                                                    | 2001年       |
| Endless Harmony                              | 日本テレビ系テレビドラマ『ナースマン』挿入歌                                                  | 2002年       |
| 君のかけら                                   | テレビ朝日系木曜ミステリー『新・京都迷宮案内』主題歌                                          | 2004年       |
| breath of SAGA                               | テレビアニメ『ゾンビランドサガリベンジ』挿入歌                                                | 2022年       |
| TRUE名義                                     |                                                                                               |              |
| UNISONIA                                     | テレビアニメ『バディ・コンプレックス』オープニングテーマ                                      | 2014年       |
| はじまりの翼                                 | OVA『翠星のガルガンティア 〜めぐる航路、遥か〜』オープニングテーマ                            | 2014年       |
| TWIN BIRD                                    | テレビアニメ『バディ・コンプレックス 完結編 -あの空に還る未来で-』挿入歌                      | 2014年       |
| ailes                                        | テレビアニメ『純潔のマリア』エンディングテーマ                                                | 2015年       |
| Miserere nostri, Domine                      | テレビアニメ『純潔のマリア』挿入歌                                                            | 2015年       |
| Les serments de chastet .A Ni 〜純潔の誓い〜 | テレビアニメ『純潔のマリア』挿入歌                                                            | 2015年       |
| DREAM SOLISTER                               | テレビアニメ『響け!ユーフォニアム』オープニングテーマ                                         | 2015年       |
| Story of Lucifer                             | テレビアニメ『コメット・ルシファー』イメージソング 挿入歌                                     | 2015年       |
| evolve                                       | テレビアニメ『コメット・ルシファー』5話エンディングテーマ                                     | 2015年       |
| Dear answer                                  | テレビアニメ『櫻子さんの足下には死体が埋まっている』オープニングテーマ                        | 2015年       |
| 飛竜の騎士                                   | テレビアニメ『最弱無敗の神装機竜』オープニングテーマ                                          | 2016年       |
| STEEL-鉄血の絆-                              | テレビアニメ『機動戦士ガンダム 鉄血のオルフェンズ』エンディングテーマ                         | 2016年       |
| DREAM SOLISTER(Movie Ver.)                   | 劇場アニメ『劇場版 響け!ユーフォニアム〜北宇治高校吹奏楽部へようこそ〜』主題歌                | 2016年       |
| Divine Spell                                 | テレビアニメ『レガリア The Three Sacred Stars』オープニングテーマ                             | 2016年       |
| サウンドスケープ                             | テレビアニメ『響け！ユーフォニアム2』オープニングテーマ                                       | 2016年       |
| フロム                                       | テレビアニメ『終末なにしてますか? 忙しいですか? 救ってもらっていいですか?』エンディングテーマ | 2017年       |
| BUTTERFLY EFFECTOR                           | テレビアニメ『ひなろじ〜from Luck & Logic〜』オープニングテーマ                               | 2017年       |
| Sincerely                                    | テレビアニメ『ヴァイオレット・エヴァーガーデン』オープニングテーマ                            | 2018年       |
| A.I.C.O.                                     | Webアニメ『A.I.C.O. Incarnation』オープニングテーマ                                           | 2018年       |
| Lonely Queen's Liberation Party              | BS11『どっぷりアプリ』エンディングテーマ                                                      | 2018年       |
| Another colony                               | テレビアニメ『転生したらスライムだった件』第1期エンディングテーマ                             | 2018年       |
| 僕の中の君へ                                 | テレビアニメ『転生したらスライムだった件』第1期挿入歌                                         | 2019年       |
| Blast!                                       | 劇場アニメ『劇場版 響け！ユーフォニアム～誓いのフィナーレ～』主題歌                           | 2019年       |
| ステラ                                       | テレビアニメ『可愛ければ変態でも好きになってくれますか?』第7話エンディングテーマ              | 2019年       |
| WILL                                         | 劇場アニメ『劇場版 ヴァイオレット・エヴァーガーデン』主題歌                                   | 2020年       |
| 未来のひとへ                                 | アニメ『ヴァイオレット・エヴァーガーデン』グランドエンディング                                | 2020年       |
| 黎明                                         | テレビアニメ『転生したらスライムだった件』第2期前奏曲                                         | 2021年       |
| Storyteller                                  | テレビアニメ『転生したらスライムだった件』第2期オープニングテーマ                             | 2021年       |
| MUSIC                                        | BS11『アニゲー☆イレブン！』9月度エンディングテーマ                                            | 2021年       |
| Happy encount                                | テレビアニメ『リアデイルの大地にて』オープニングテーマ                                        | 2022年       |
| 浄歌                                         | 劇場版『転生したらスライムだった件 紅蓮の絆編』挿入歌                                         | 2022年       |
| rebind                                       | テレビアニメ『もののがたり』エンディングテーマ                                                | 2023年       |
| アンサンブル                                 | 劇場アニメ『特別編 響け！ユーフォニアム～アンサンブルコンテスト～』主題歌                     | 2023年       |
| ReCoda                                       | テレビアニメ『響け！ユーフォニアム3』オープニングテーマ                                       | 2024年       |
| ブルーデイズ                                 | テレビアニメ『転生貴族、鑑定スキルで成り上がる』オープニングテーマ                            | 2024年       |
| フローズン                                   | TBS系アニメ『杖と剣のウィストリア』エンディングテーマ                                         | 2024年       |
| S.O.S                                        | ゲーム『転生したらスライムだった件 テンペストストーリーズ』主題歌                             | 2024年       |
| Unsung ballad                                | TVアニメ『Unnamed Memory』第2期オープニングテーマ                                             | 2025年       |
| ユーレカ                                     | 全国劇場上映『ヤマトよ永遠に REBEL3199 第三章 群青のアステロイド』エンディング主題歌          | 2025年       |

## ライブ出演
2014年
- 7月26日、ランティス祭り（大阪・万博記念公園）
- 9月14日、ランティス祭り（東京・潮風公園）
- 9月20日、BANDAI NAMCO ANIME CAMP 2014（東京・潮風公園）

2015年
- 4月19日、ランティス祭り（台北・TICC台北国際会議センター）

2016年
- 3月6日、TRUE FIRST LIVE「Joy Heart」（下北沢GARDEN）
- 8月27日、Animelo Summer Live 2016 刻 -TOKI-（さいたまスーパーアリーナ）
- 10月28日、TRUE 2nd LIVE 〜TRUEの音返し〜（渋谷duo MUSIC EXCHANGE）

2017年
- 6月25日、TRUE TOURS 2017 鶴子と鶴男の三日間 〜Around the TRUE〜（東京・新宿BLAZE）
- 7月8日、TRUE TOURS 2017 鶴子と鶴男の三日間 〜Around the TRUE〜（大阪・梅田Shangri-La）
- 7月9日、TRUE TOURS 2017 鶴子と鶴男の三日間 〜Around the TRUE〜（愛知・名古屋APOLLO BASE）
- 7月15日、TRUE TOURS 2017　鶴子と鶴男のお誕生日感謝デー 〜Around the TRUE〜（東京・LIQUIDROOM）
- 8月25日、Animelo Summer Live 2017 -THE CARD-（さいたまスーパーアリーナ）
- 11月23日、ANIMAX MUSIX 2017 YOKOHAMA（横浜アリーナ）
- 11月24日、鶴松屋フェス（TSUTAYA O-EAST）
- 12月28日、Music B.B.Presents アニソン B.B.（TSUTAYA O-EAST）

2018年
- 6月16日、TRUE TOURS 2018 〜Lonely Queen’s Liberation Party〜（神奈川・横浜F.A.D）
- 6月23日、TRUE TOURS 2018 〜Lonely Queen’s Liberation Party〜（愛知・名古屋E.L.L）
- 7月14日、TRUE TOURS 2018 〜Lonely Queen’s Liberation Party〜（京都・KYOTO MUSE）
- 7月15日、TRUE TOURS 2018 〜Lonely Queen’s Liberation Party〜（大阪・TRAD）
- 7月29日、TRUE TOURS 2018 〜Lonely Queen’s Liberation Party〜（東京・リキッドルーム）
- 8月25日、Animelo Summer Live 2018 "OK!"（埼玉・さいたまスーパーアリーナ）
- 10月22日、Anison Days Festival（東京・新宿BLAZE）
- 11月11日、京 Premium Live 2018（京都・ロームシアター京都 メインホール）

2019年
- 1月19日、ANIMAX MUSIX 2019 OSAKA supported by ひかりTV（大阪・大阪城ホール）
- 2月10日、-TRUE 5th Anniversary Live-Sound! vol.1 〜SINGLE COLLECTION〜（東京・TSUTAYA O-EAST）
- 6月21日、20th Anniversary Live ランティス祭り2019　A・R・I・G・A・T・O　ANISONG（千葉・幕張メッセ）
- 8月12日、-TRUE 5th Anniversary Live Sound! vol.2 ～FAN SELECTION～（東京・なかのZERO大ホール）
- 8月31日、Animelo Summer Live 2019 -STORY-（埼玉・さいたまスーパーアリーナ）
- 9月12日、NHK WORLD-JAPAN presents「SONGS OF TOKYO Festival 2019」（東京・NHKホール）
- 10月26日、ANIMAX MUSIX 2019 KOBE（兵庫・神戸ワールド記念ホール）
- 12月14日、-TRUE 5th Anniversary Live vol.3 〜with Strings〜（東京・めぐろパーシモンホール）
- 12月8日、京 Premium Live 2019（京都・ロームシアター京都 メインホール）

2020年
- 5月17日、TRUE Live Sound! vol.4 〜Progress〜（東京・日本青年館ホール）
- 8月30日、Animelo Summer Night in Billboard Live（神奈川・Billboard Live YOKOHAMA）
- 9月22日、リスアニ！オンライン Vol.01
- 10月18日、EJ ANIME MUSIC FESTIVAL 2020（埼玉・ところざわサクラタウン）
- 10月26日、TRUE FC会員限定 オンラインライブ vol.1 Acoustic Night（東京・BLUES ALLEY JAPAN）
- 12月13日、京 Premium Live 2020（京都・ロームシアター京都 メインホール）

2021年
- 1月17日、TRUE Live Sound! vol.4 〜Progress〜（東京・中野サンプラザホール）
- 1月30日、ANIMAX MUSIX 2021 ONLINE supported by U-NEXT （東京・有明アリーナ）
- 2月14日、オダイバ!!超次元音楽祭 -ヨコハマからハッピーバレンタインフェス2021-（神奈川・ぴあアリーナMM）
- 8月29日、Animelo Summer Live 2021 -COLORS-（さいたまスーパーアリーナ）
- 11月20日-21日、第5回京都アニメーションファン感謝イベント KYOANI MUSIC FESTIVAL（京都・ロームシアター京都 メインホール）
- 11月23日、TRUE Live Sound! vol.5 〜Progress〜（東京・TOKYO DOME CITY HALL）
- 12月12日、京 Premium Live 2021（京都・ロームシアター京都 メインホール）

2022年
- 8月26日、Animelo Summer Live 2022 -Sparkle-（さいたまスーパーアリーナ）
- 9月18日、ANISAMA SYMPHONIC NIGHT 2022  hosted by 京まふ＆Ani Love KYOTO（京都・ロームシアター京都 メインホール）
- 11月19日、ANIMAX MUSIX 2022 Part1（神奈川・横浜アリーナ）
- 12月10日、京 Premium Live 2022（京都・ロームシアター京都 メインホール）

2023年
- 2月12日、TRUE Live Sound! vol.6 ～Encount～（東京・NHKホール）
- 6月2日、TRUE Live Sound! vol.7 〜アンサンブル〜（東京・中野サンプラザホール）
- 7月15日、TRUE FC会員限定 Birthday Live 2023（東京・飛行船シアター）
- 8月25日、Animelo Summer Live 2023 -AXEL-（さいたまスーパーアリーナ）
- 10月7日、Ani Love KYOTO presents「TRUE Orchestra Concert 2023」Suppoted by Buckskin
- 11月12日、第6回京都アニメーションファン感謝イベント KYOANI MUSIC FESTIVAL ―トキメキのキセキ―（京都・ロームシアター京都 メインホール）
- 11月18日、ANIMAX MUSIX 2023（神奈川・横浜アリーナ）
- 12月9日、京 Premium Live 2023（京都・ロームシアター京都 メインホール）

2024年
- 2月24日、オダイバ!!超次元音楽祭フユフェス（神奈川・ぴあアリーナMM）
- 3月2日、TRUE 10th Anniversary Live Sound! vol.8 〜ANISON COLLECTION〜（神奈川・神奈川県民ホール）
- 3月30日、TRUE Orchestra Concert 2024 上海アニメオーケストラコンサート
- 3月31日、TRUE Orchestra Concert Asia Tour 武漢アニメオーケストラコンサート
- 7月9日、TRUE 10th Anniversary Live Tour Sound! vol.9 ～TRUE × FALSE～ "TRUE side"（神奈川・Billboard Live YOKOHAMA）
- 7月10日、TRUE 10th Anniversary Live Tour Sound! vol.9 ～TRUE × FALSE～ "FALSE side"（神奈川・F.A.D YOKOHAMA）
- 9月1日、Animelo Summer Live 2024 -Stargazer-（さいたまスーパーアリーナ）
- 10月11日、TRUE 10th Anniversary Live Tour Sound! vol.9 ～TRUE × FALSE～ "FALSE side"（大阪・OSAKA MUSE）
- 10月12日、TRUE 10th Anniversary Live Tour Sound! vol.9 ～TRUE × FALSE～ "TRUE side"（大阪・Billboard Live OSAKA）
- 11月16日、ANISAMA WORLD 2024 in 上海
- 11月23日、ANIMAX MUSIX 2024（神奈川・横浜アリーナ）
- 12月14日、京 Premium Live 2024（京都・ロームシアター京都 メインホール）

2025年
- 1月13日、TRUE 10th Anniversary Live Sound! Final ～集大成～（東京・Zepp DiverCity）
- 5月6日、TRUE Live Tour PLAY! vol.1 -ReCoda-（大阪・NHK大阪ホール）
- 5月17日、TRUE Live Tour PLAY! vol.1 -ReCoda-（宮城・Sendai PIT）
- 5月23日、TRUE Live Tour PLAY! vol.1 -ReCoda-（東京・昭和女子大学 人見記念講堂）
- 8月29日、Animelo Summer Live 2025 -ThanXX!-（さいたまスーパーアリーナ）
- 9月12日、TRUE NOTE page.2 -Billboard Live Night-（神奈川・Billboard Live YOKOHAMA）
- 9月19日、TRUE NOTE page.2 -Billboard Live Night-（大阪・Billboard Live OSAKA）

2026年
- 2月7日、セルフカバーLIVE vol.1 -みほのうた-（京都・KBSホール）
- 2月7日、TRUE Live Tour PLAY! vol.2 -つるのうた-（京都・KBSホール）
- 2月21日、セルフカバーLIVE vol.1 -みほのうた-（東京・EX THEATER ROPPONGI）
- 2月21日、TRUE Live Tour PLAY! vol.2 -つるのうた-（東京・EX THEATER ROPPONGI）

## TV出演
2017年
- BS11「Anison Days」

2018年
- ＢＳフジ『ジャパコンProject 二次元領域拡大通信』
- MUSIC ON! TV「ZOOM UP!」
- BS11「Anison Days」

2019年
- NHK BSプレミアム「アニソン! プレミアム!」
- BS11「Anison Days」

2020年
- NHK WORLD-JAPAN presents「SONGS OF TOKYO Festival 2019」
- NHK BSプレミアム「アニソン！プレミアム！」
- BS11「Anison Days」
- BS11「アニゲー☆イレブン！」
- フジテレビ系『オダイバ!!超次元音楽祭 -2020無観客でも心はひとつ!!編』

2021年
- TBSテレビ「新春!!開運音楽堂 未来神曲SP」
- フジテレビ系「オダイバ!!超次元音楽祭-ヨコハマからハッピーバレンタインフェス2021-」
- テレビ朝日系列「2021 vs 1995-2020 アニソンバトルBEST20」
- フジテレビ系「MUSIC FAIR」
- テレビ東京「田村淳が豊島区池袋」
- NHK「SONGS OF TOKYO」

2022年
- NHK「SONGS OF TOKYO」

2023年
- BS11「Anison Days」
- TOKYO MX「アニメノウタ」

2024年
- フジテレビ系『オダイバ!!超次元音楽祭フユフェス2024』
- BS11「Anison Days」

2025年
- フジテレビ系『オダイバ!!超次元音楽祭フユフェス2025』

## 歌詞提供作品

### 女性声優
- 山口理恵
  - 「Eternally」（2011年10月20日発売）
- 南里侑香
  - 「end of loop」（2012年3月14日発売）
  - 南里侑香single「LIVE ON!」ARK FRONTIER -時空漂流- テーマソング（2012年8月22日発売）
  - 南里侑香"LIVE ON!"赤坂BLITZ 2012.10.13 Full Collection（2013年2月20日発売）
  - 南里侑香"LIVE ON!"赤坂BLITZ 2012.10.13 Select 8 Songs（2013年2月20日発売）
  - 「Mother land」テレビアニメ 『革命機ヴァルヴレイヴ』挿入歌（発売未定）
  - 「BLOODY HOLIC」アニメ『ブラッドラッド』エンディング （2013年8月7日発売）
  - 「閃光のPRISONER」（2014年2月5日発売）1月放送アニメ『魔法戦争』主題歌
- 麻倉あきら ゲーム『ロストヒーローズ』 主題歌
  - 「EXTRICATION」（2012年9月6日発売）
- かと*ふく
  - 「ノスタルジア」（2014年1月29日発売）アニメ 最強銀河 究極ゼロ 〜バトルスピリッツ〜エンディング
  - 「パラボリカ」アルバム収録曲（2014年1月29日発売）ブラウザゲーム『空賊戦記SORA』テーマソング
  - 「ハルジオン」アルバム収録曲（2014年1月29日発売）
- 高垣彩陽
  - 「共鳴のうた」（2013年4月17日発売）
  - 「Sound Of Mind」（2013年4月17日発売）
- 井口裕香
  - 「Everything」（2013年5月15日発売）
- StylipS
  - 「Addicted」（2014年2月26日発売）
- スフィア
  - 「Jolly Dolly's Music!!!」（2014年6月25日発売）
- Machico
  - 「青春オーバードライブ」（2015年4月8日発売）
- every♥ing!
  - 「ケサランパサラン」（2015年5月13日発売）
  - 「ハンドスター☆彡」（2017年1月18日発売）
- 新田恵海
  - 「Rainy＊flower」（2015年10月21日発売）
  - 「スピカ」（2015年10月21日発売）
  - 「盟約の彼方」（2016年2月17日発売）アニメ「ラクエンロジック」EDテーマ
  - 「Colorful Parade」（2018年5月16日発売）
  - 「勿忘草」（2018年5月16日発売）
  - 「Bon Voyage！」（2018年5月16日発売）
- 水瀬いのり
  - 「Ring of Smile」（2016年4月13日発売）
  - 「Step Up!」（2019年4月10日発売）
- AIKATSU☆STARS!
  - 「スタートライン!」アニメ『アイカツスターズ!』OPテーマ
  - 「アイカツ☆ステップ!」アニメ『アイカツスターズ!』テーマソング
  - 「POPCORN DREAMING♪」アニメ『劇場版アイカツスターズ!』
  - 「スタージェット!」アニメ『アイカツスターズ!』OPテーマ
  - 「STARDOM!」アニメ『アイカツスターズ!』2ndシーズンOPテーマ
  - 「MUSIC of DREAM!!!」アニメ『アイカツスターズ!』2ndシーズンOPテーマ
  - 「We are STARS!!!!!」スマホアプリ『アイカツ!フォト on ステージ!!』
  - 「Future jewel」アニメ『アイカツオンパレード！』挿入歌
  - 「Bravely song!!」（2022年7月27日発売『アイカツ!シリーズ 10th Anniversary』に収録）
- ワルキューレ
  - 「一度だけの恋なら」（2016年5月11日発売）アニメ『マクロスΔ』OPテーマ[注釈 2]
  - 「僕らの戦場」アニメ『マクロスΔ』挿入歌[注釈 2]
  - 「ワルキューレがとまらない」（2017年1月25日発売）アニメ『マクロスΔ』レアトラック集収録[注釈 2]
  - 「ワルキューレはあきらめない」アニメ映画『劇場版マクロスΔ 絶対LIVE!!!!!!』挿入歌
  - 「ALIVE 〜祈りの唄〜」アニメ映画『劇場版マクロスΔ|劇場版マクロスΔ 絶対LIVE!!!!!!』挿入歌
  - 「りんごのうた」アニメ映画『劇場版マクロスΔ|劇場版マクロスΔ 絶対LIVE!!!!!!』挿入歌
- FIVE STARS
  - 「Bright Future」『A&G NEXT BREAKS FIVE STARS』オープニングテーマ
- 宮本佳那子
  - 「ノワール・デコレーション 〜黒い塗り絵〜」（2017年7月26日発売『キラキラ☆プリキュアアラモード ボーカルアルバム キュアラモード☆アラカルト』に収録）アニメ『キラキラ☆プリキュアアラモード』イメージソング
- 芹澤優
  - 「今夜も月がきれい」（2017年11月28日発売）
- 田所あずさ
  - 「RESOLVE」（2018年7月25日発売）TVアニメ『バキ』EDテーマ
- SUMMONARS 2+（芹澤優、和氣あず未、原由実、大久保瑠美、加藤英美里）
  - 「DeCIDE」（2018年8月29日発売）TVアニメ『異世界魔王と召喚少女の奴隷魔術』OPテーマ
- 佐々木詩織、a.o.i
  - 「ギリギリDESTINY」TVアニメ『重神機パンドーラ』挿入歌
- 茅原実里
  - 「金魚」（2018年9月26日発売）
- 山崎はるか
  - 「パンピーナ!」（2019年8月28日発売）
- 上田麗奈
  - 「aquarium」（2020年3月18日発売）
- 熊田茜音
  - 「ココロハヤル」（2021年8月4日発売）TVアニメ『チート薬師のスローライフ〜異世界に作ろうドラッグストア〜』OP主題歌
- 安野希世乃
  - 「宇宙の法則」（2022年7月27日発売）
- 麻倉もも
  - 「bouquet」（2024年5月15日発売）
- TrySail
  - 「アストライド」（2025年5月16日発売）劇場アニメ『卓球少女 -閃光のかなたへ-』日本語吹替版オープニング主題歌

### 女性歌手
- 菅原紗由理
  - 「サヨナラまた…。」（2010年12月22日発売）
  - 「Winter Story」（2010年12月22日発売）
- Fairies
  - 「HERO」（2011年12月21日発売）
  - 「Beat Generation」（2012年4月4日発売） 第45回日本有線大賞 有線音楽優秀賞受賞
  - 「Sparkle」（2012年7月25日発売）
  - 「エール」（2013年7月24日発売）アシックス LazerBeam CM曲
- BRIGHT
  - 「大丈夫。」（2012年3月21日発売）
  - 「Girls Be Ambitious」（2012年3月21日発売）
- Milky Bunny (益若つばさ)
  - 「ナミダソラ」（2012年10月17日発売）
- さくら学院
  - 魔法のiらんど企画 「Magic Melody」（2013年2月27日発売シングル「My Graduation Toss」に収録）
- 9nine
  - 「Sparkling Days」（2013年3月13日発売）
- 北乃きい
  - 「Dearest」（2013年3月20日発売）
- AMOYAMO
  - 「LIVE」（2013年3月27日発売）
- Bitter & Sweet
  - 「インストール」（2014年3月19日発売）
  - 「泣いて 泣いて 恋してる」（2015年12月23日発売ミニアルバム『＃ビタスイ』に収録）
- LoVendoЯ
  - 「BINGO」（2014年4月23日発売のDVDミニアルバム『不器用』に収録）
  - 「UNDERGROUNDER」（2014年11月5日発売『イクジナシ』収録）
  - 「Stonez!!」（同上）
- 上野優華
  - 「Diamond days〜ココロノツバサ〜」（2014年4月23日発売）
- 藍井エイル
  - 「GENESIS」（2015年2月18日発売）アニメ『アルドノア・ゼロ』2期エンディングテーマ
  - 「EVIL」（2022年9月7日発売シングル「心臓」に収録）
- 川村ゆみ
  - 「六本木サディスティックナイト」（2017年2月22日発売）
  - 「INCHOATE LIGHT」（2021年12月22日発売）
  - 「Raise my "jewel"」（2022年7月20日発売）
- 春奈るな
  - 「Baby, maybe」（2017年11月8日発売）TOKYO MX / MUSIC ON! TV「LisAni！NAVI」テーマソング
- ロッカジャポニカ
  - 「DIVE TO VIEWS」（2018年4月25日発売）
- SUPER☆GiRLS
  - 「旅立ちのうた」（2018年5月2日発売シングル「キラキラ☆Sunshine」に収録）
- Juice=Juice
  - 「TOKYOグライダー」（2018年8月1日発売アルバム「Juice=Juice#2 -¡Una más!-」に収録）
  - 「ノクチルカ」（2022年4月20日発売アルバム「terzo」に収録）
- JUNNA
  - 「赤い果実」（2018年7月18日発売）
  - 「La Vie en rose」（2020年12月9日発売）
- えのぐ
  - 「Brand new stage」（2019年6月23日発売）
- 鈴木愛理
  - 「Escape」（2019年9月4日発売）
  - 「ハイビート気分」（TATSUNEと共作詞。2022年2月2日発売アルバム「26/27」に収録）
- YURiKA
  - 「Le zoo」(2019年11月20日発売)テレビアニメ『BEASTARS』エンディングテーマ
  - 「眠れる本能」(2019年11月20日発売)テレビアニメ『BEASTARS』エンディングテーマ
  - 「マーブル」(2019年11月20日発売)テレビアニメ『BEASTARS』エンディングテーマ
  - 「月に浮かぶ物語」(2019年12月26日発売)テレビアニメ『BEASTARS』第12話エンディングテーマ
- 星咲花那
  - 「星空ソングライター」（2019年11月3日発売）
- 鈴木このみ
  - 「Live it up！」（2020年9月2日発売）
- 浪江女子発組合
  - 「ハレノヒの足跡」（2022年2月23日発売）
- しぐれうい
  - 「花ざかりWeekend」（2022年5月25日発売）4Luxuryカバー曲
- 朝ノ瑠璃
  - 「Outsider」（2023年1月18日発売）
- 夢見クジラfeat. みみずく&ふくろう
  - 「剣花」（2023年7月8日発売）
- 夢見クジラつむぎしゃち(from キミのね)
  - 「アイム」（2023年7月8日発売）

### 男性声優
- Trignal（江口拓也、木村良平、代永翼）
  - 「Sunny Shiny Days」アルバム『so funny』リード曲（2014年4月16日発売）
- 小野賢章
  - 「NEEDLESS TO SAY」（2014年6月25日発売）
- 岡本信彦
  - 「Hello, Ms Sunshine」（2014年8月13日発売）
  - 「Polaris」（2015年2月4日発売）
- 柿原徹也
  - 「HONEY BUNNY」（2015年2月4日発売）ゲーム『ROOT∞REXX』主題歌
  - 「DEAR MY GIRL」（2015年2月4日発売）
- CONNECT（岩田光央、鈴村健一）
  - 「Glory days」（2014年11月19日発売）ゲーム『ROOT∞REXX』主題歌
- 木村良平
  - 「Everlasting love」（2015年2月4日発売）
- 江口拓也
  - 「Heart and soul」（2015年2月4日発売）
- 代永翼
  - 「Rhapsody in you」（2015年2月4日発売）
- 蒼井翔太
  - 「Distance」（2018年5月9日発売）
- SCREEN mode
  - 「友情ごっこ」（2019年7月3日発売）
  - 「今夜も月がきれい feat. TRUE」（2021年1月27日発売）

### 男性歌手
- 鵜島仁文、石原慎一
  - 「Dead or TwinAlive」（2013年2月7日発売）ゲーム『HEROES' VS』主題歌
- ALL CITY STEPPERS（w-inds 緒方龍一所属バンド）
  - 「Precious Girl」（2013年8月21日発売）
  - 「Take my body」（2013年8月21日発売）
  - 「MOVE ON」（2014年3月5日発売）
  - 「DREAM BELIEVER」（2014年3月5日発売）
  - 「ICE QUEEN」（2014年3月5日発売）
  - 「SEXY VIRGIN RIOT」（2014年3月5日発売）
- Kis-My-Ft2
  - 「DREAM STAGE」(2016年8月24日発売) フジテレビ系『もしもツアーズ』のテーマソング

### キャラクターソング
- 『白虎隊 志士異聞記』 キャラクターソング
  - 立花慎之介・谷山紀章・森久保祥太郎「桜華、散リ往ク頃」（2013年3月27日発売）
- ゲーム『アイドルマスター ミリオンライブ!』キャラクターソング
  - 高坂海美（上田麗奈）「ココロ☆エクササイズ」（2014年1月29日発売）
  - 二階堂千鶴（野村香菜子）「恋心マスカレード」（2014年3月26日発売）
  - 永吉昴（斉藤佑圭）「ビギナーズ☆ストライク」（2014年4月30日発売）
  - 春日未来（山崎はるか）「未来飛行」（2014年7月30日発売）
  - 北上麗花（平山笑美）「サマ☆トリ 〜Summer trip〜」（2014年9月24日発売）
  - 高坂海美（上田麗奈）「恋愛ロードランナー」（2014年11月26日発売）
  - 宮尾美也（桐谷蝶々）「初恋バタフライ」（2014年11月26日発売）
  - 菊地 真（平田宏美）「WORLD WIDE DANCE!!!」（2015年1月28日発売）
  - 舞浜 歩（戸田めぐみ）「ユニゾン☆ビート」（2015年1月28日発売）
  - 伊吹 翼 （Machico）×我那覇（沼倉愛美）「深層マーメイド」（2015年12月23日発売）
  - 菊地真（平田宏美）×舞浜歩（戸田めぐみ）「Beat the World!!」（2016年3月23日発売）
  - カプリコーン「NO CURRY NO LIFE」（2016年12月7日発売）
  - ピスケス「P.S I Love You」（2017年1月11日発売）
  - 春日未来（山崎はるか）「未来系ドリーマー」（2017年8月23日発売）
  - 百瀬莉緒（山口立花子）「Border LINE→→→♡」（2018年1月10日発売）
  - 4Luxury「花ざかりWeekend✿」（2018年6月27日発売）
  - 4Luxury「RED ZONE」（2018年6月27日発売）
  - 765 MILLION ALLSTARS「Flyers!!!」（2019年7月24日発売『THE IDOLM@STER MILLION THE@TER WAVE 01 Flyers!!!』より）
  - ストロベリーポップムーン「ABSOLUTE RUN!!!」（2021年6月23日発売）
  - ストロベリーポップムーン「Be proud」（2021年6月23日発売）
  - 百瀬莉緒（山口立花子）「週末だけのハーレクイン」（2022年1月26日発売）
  - 春日未来（山崎はるか）「しあわせエンドロール」（2022年5月25日発売）
  - 765 MILLION ALLSTARS「Crossing!」（2023年3月22日発売『THE IDOLM@STER 765 MILLION ALLSTARS BEST』より）
- ゲーム『オメガクインテット』エンディングテーマ
  - 「Good bye & Good luck」（2014年9月18日発売）飯田里穂・田辺留依・豊田萌絵・水瀬いのり・山崎エリイ
- テレビアニメ『響け!ユーフォニアム』キャラクターソング
  - 加藤葉月（朝井彩加）「Little-Note」（2015年7月8日発売）
- テレビアニメ『食戟のソーマ』キャラクターソング
  - 薙切えりな（種田梨沙）「百皿繚乱☆献立バトル〜starring 薙切えりな〜」（2015年7月22日発売）
  - 田所 恵（高橋未奈美）「百皿繚乱☆献立バトル〜starring 田所恵〜」（2015年8月05日発売）
  - 水戸郁魅（石上静香）「百皿繚乱☆献立バトル 〜starring 水戸郁魅〜」（2015年8月19日発売）
  - 四宮小次郎（中村悠一）「「百皿繚乱☆献立バトル 〜starring 四宮小次郎〜」」（2015年9月2日発売）
  - タクミ・アルディーニ（花江夏樹）「「百皿繚乱☆献立バトル 〜starring タクミ・アルディーニ〜 」」（2015年9月16日発売）
  - 幸平創真（松岡禎丞）「「百皿繚乱☆献立バトル 〜starring 幸平創真〜」」（2015年9月30日発売）
- テレビアニメ『あんハピ♪』キャラクターソング
  - はなこ＆ヒバリ＆ぼたん（花守ゆみり）（白石晴香）（安野希世乃）「春夏秋冬ハッピーデイズ♪はなこ＆ヒバリ＆ぼたんver.」（2016年7月20日発売）
  - ヒビキ&レン（山村響）（吉岡茉祐）「春夏秋冬ハッピーデイズ♪ヒビキ&レンver.」（2016年7月27日発売）
  - はなこ&ぼたん&レン （花守ゆみり）（安野希世乃）（吉岡茉祐）「Go!業!スクールライフ☆」（2016年8月10日発売）
  - ヒバリ&ヒビキ（白石晴香）（山村響）「しあわせの地図」（2016年8月17日発売）
  - Happy Clover （花守ゆみり）（白石晴香）（安野希世乃）（山村響）（吉岡茉祐）「帰りみち」（2016年8月24日発売）
- テレビアニメ『響け!ユーフォニアム2』ED主題歌
  - 北宇治カルテット「LINK UP!!!」（2016年11月2日発売）
- 『温泉むすめ』
  - ユノハナプロローグ収録（2017年7月26日発売）
    - 「未来イマジネーション！」
    - 「70億分の9の奇跡」
    - 「青春サイダー」
    - 「Ambition」
    - 「粉雪フレンズ」

  - 追憶カレイドスコープ収録（2017年7月26日発売）
    - 「純情-SAKURA-」
    - 「ロマンスの林檎」
    - 「SILENT VOICES」
    - 「おはようジャポニカ」
    - 「さよなら花火」

  - AKATSUKI（2017年7月26日発売）
    - 「Hang out!!!」
    - 「Never ending dream」

  - LUSH STAR☆（2017年10月4日発売）
    - 「LUSH STAR☆」
    - 「恋と名付けたもの」

  - Adhara（2017年10月18日発売）
    - 「イプシロン進化論」
    - 「孤高のピエロ」

  - petit corolla（2017年11月1日発売）
    - 「ハミングDays」
    - 「Petit Etoile」

  - SPRiNGS（2017年11月15日発売）
    - 「Hop Step Jump!」
    - 「おんくり」

  - VUCCA
    - 「オーバーフロー！」
    - 「ユメハナビ」
- 『封神演義』キャラクターソング
  - 妲己（日笠陽子）「FASCINATION」（2018年9月28日発売）
  - 申公豹（鳥海浩輔）「終わりの傍観者」（2018年9月28日発売）
- 『ゾンビランドサガ』キャラクターソング
  - アイアンフリル
    - 「FANTASTIC LOVERS」（2018年11月28日発売）
    - 「ゼリーフィッシュ」（2018年11月28日発売）
    - 「Nope!!!!!」（2021年5月19日発売）
- ゲーム『六本木サディスティックナイト』キャラクターソング
  - 田辺留依・小岩井ことり・渕上舞・豊田萌絵「六本木サディスティックナイト」（2021年12月22日発売）
- テレビアニメ『ワールドダイスター』劇中歌
  - 「Etoile」（2023年6月28日発売）
  - 「Masquerade」（2023年6月28日発売）
  - 「Farewell song」（2023年6月28日発売）
  - 「Eternity」（2024年2月28日発売）
- テレビアニメ『転生貴族、鑑定スキルで成り上がる』ED主題歌
  - リシア・プレイド（花澤香菜）「Finally」（2024年4月15日発売）
- TVアニメ『響け！ユーフォニアム3』キャラクターソングシングル Vol.1
  - 黄前久美子（黒沢ともよ）・塚本秀一（石谷春貴）「ストーリーライン」（2024年8月28日発売）
- テレビアニメ『前橋ウィッチーズ』11話挿入歌
  - EIKO（芹澤優）「Wither」

## ラジオ
- 〜TRUEのおもてなしラジオ〜 鶴松屋へようこそ（2015年 - 2018年、超!A&G+、文化放送[注釈 3]）[16]
- ホントのハナシ（2019年 - 2022年、bayfm）
- ホントのハナシ Podcasting Edition（2022年 - 、Amazon Music、Apple Podcast、Spotify）[17]
- TRUE MUSIC CAMP RADIO（2024年10月 - 、interfm ）[18]